# Going

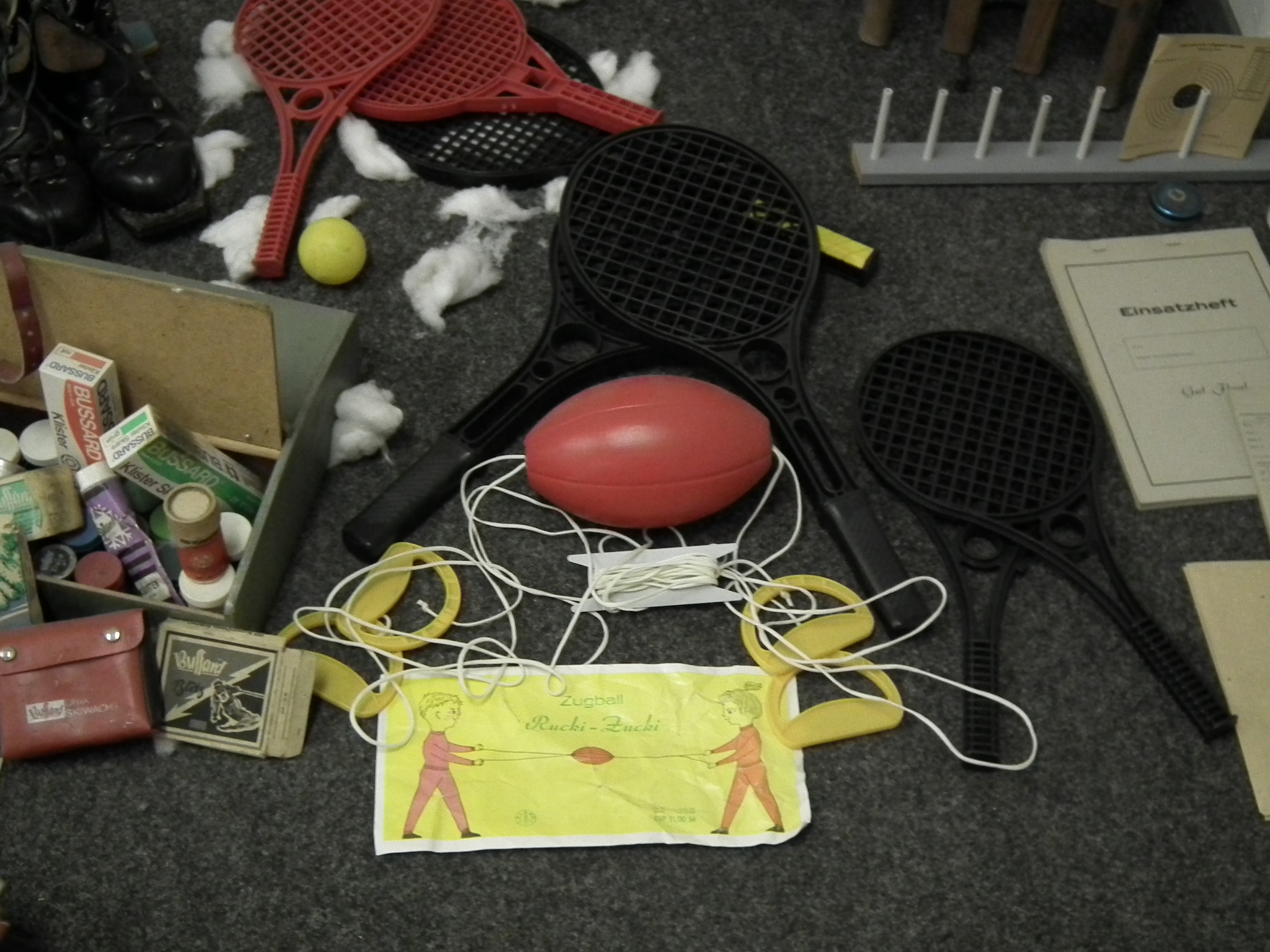
Il going che nella versione venduta nella Repubblica Democratica Tedesca si chiama rucki-zucki

Il going, che negli USA è chiamato zoom ball, è un gioco da spiaggia di moda nella seconda metà degli anni settanta. Divenne in breve tempo assai popolare, per cadere altrettanto velocemente nel dimenticatoio, quanto meno sulle spiagge italiane. Viene invece tuttora commercializzato e utilizzato come strumento per migliorare la motricità in varie patologie dell'infanzia e dell'adolescenza tra le quali l'autismo.

## Funzionamento
Il gioco consiste di un ovale di plastica (spesso di colore arancione) nel quale passano - tramite un buco presente lungo la lunghezza - due robusti cavi di nylon, i quali terminano con delle maniglie.
I due giocatori prendono in mano le maniglie ed allargando le braccia allontanano la palla da sé, facendola pervenire al partner, il quale la rispedisce allargando le braccia a sua volta.. Il going per una buona esecuzione richiede un certo coordinamento dei gesti tra i partecipanti; se giocato con foga può fare piuttosto male ai giocatori.